# Königskreuz

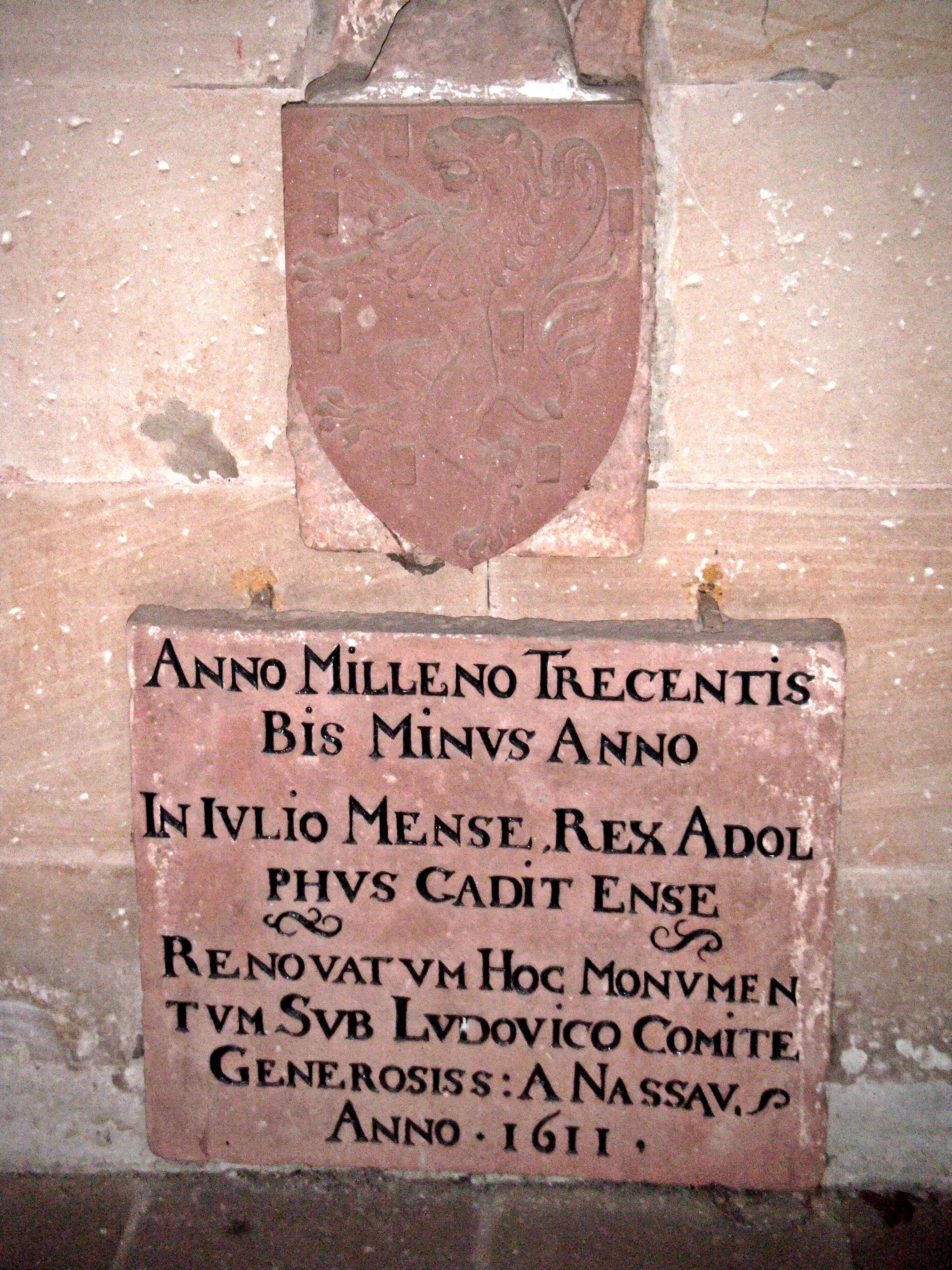
Nassauer Wappen am unteren Kreuzende und Gedenktafel zur Renovierung von 1611

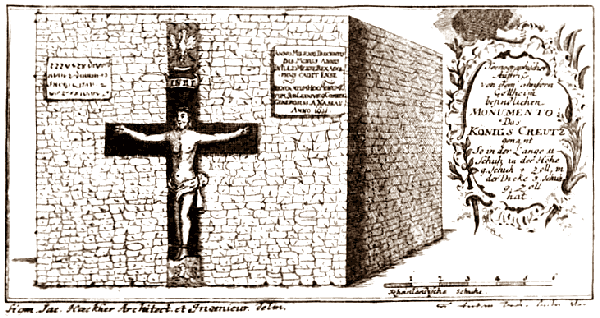
Historischer Stich, 18. Jahrhundert

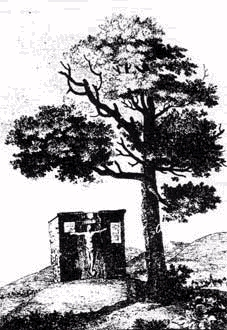
Das Königskreuz vor dem Kapellenbau, eingelassenen in eine dicke Stützmauer (um 1830)

Das Königskreuz ist ein gotisches Sandsteinkruzifix in Göllheim (Rheinland-Pfalz), das zum Gedenken an den Tod von König Adolf von Nassau († 1298) errichtet und im 19. Jahrhundert mit einer Kapelle überbaut wurde. Es gilt als ältestes Flurkreuz der Pfalz.

## Geschichte
Als der deutsche König Rudolf von Habsburg 1291 gestorben war, wählten die Kurfürsten nicht seinen Sohn Albrecht von Österreich zum Nachfolger, sondern den recht unbedeutenden Grafen Adolf von Nassau. Sie wünschten keinen starken König mit großer Hausmacht, vielmehr einen, der mit geringem Besitz ausgestattet war. Adolf von Nassau versuchte als König, sich eine eigene Hausmacht aufzubauen, womit er wiederum die Kurfürsten gegen sich aufbrachte. Im Bunde mit Albrecht von Österreich setzten sie König Adolf ab und wählten jenen zum Nachfolger. Adolf von Nassau wollte seine königlichen Rechte vehement bewahren. Zwischen beiden Parteien kam es am 2. Juli 1298 auf dem Hasenbühl bei Göllheim zur Schlacht, wobei der Nassauer Krone und Leben verlor.
Der Sieger Albrecht von Österreich verweigerte dem toten König das Begräbnis im Speyerer Dom, weshalb Adolf von Nassau vorläufig im nahen Kloster Rosenthal beigesetzt wurde. Ein Nischengrab in der heute ruinösen Kirche wird als seine damalige Grabstätte angesehen. Adolfs Witwe, Königin Imagina von Isenburg-Limburg, zog sich ins Kloster Klarenthal bei Wiesbaden zurück, wo sie 1318 starb.
1309, nach dem Tod Albrechts von Österreich, konnte endlich auch Adolf von Nassau in den Speyerer Dom überführt werden. Neben der Mutter hatte sich besonders der Sohn Gerlach I. von Nassau dafür eingesetzt. Er war es vermutlich auch, der am Todesort seines Vaters bei Göllheim zur gleichen Zeit das Königskreuz errichten ließ. Die Volksüberlieferung sieht hingegen Königin Imagina um 1299 als Stifterin des Monuments, was aber wegen der politischen Umstände unwahrscheinlich ist. Das Kruzifix trug oben das Adlerwappen des deutschen Königs und unten das Nassauer Familienwappen. Eine inzwischen verschwundene, aber noch Mitte des 19. Jahrhunderts bezeugte Inschrifttafel habe den Text getragen: „ADOLPHUS A NASSAW ROMANORUM REX INTERFICITUR AD GELLINHEIM, PER MANUS AUSTRANI PROCESSI ET MARTINIANI“ (Adolph von Nassau, Römischer König, wurde getötet bei Göllheim, durch die Hände des Österreichers, am Feste Processus und Martinianus).
Um 1600 muss das Kreuz beschädigt gewesen sein; denn es ist eine Steintafel erhalten, nach der es der familiengeschichtlich interessierte Graf Ludwig II. von Nassau-Weilburg, zu dessen Herrschaft Göllheim damals gehörte, 1611 restaurieren ließ.
Zur Zeit der Revolutionskriege am Ende des 18. Jahrhunderts zerschlugen französische Soldaten die beiden Adelswappen auf den Kreuzenden sowie die Arme und Beine des Korpus. Auch das Christus-Gesicht weist Spuren von Misshandlung auf. Die Arme wurden später wieder ausgebessert.
Spätestens seit dem 18. Jahrhundert war das Kreuz zur Stützung in eine dicke Mauer eingelassen, von der man nicht genau weiß, wann sie entstand; möglicherweise war dies bei der Restaurierung von 1611. Wegen Baufälligkeit dieser Mauer infolge von Verwitterung drohte das Königskreuz zu zerfallen. Deshalb wandte sich im Frühjahr 1828 Joseph von Stichaner, der historisch engagierte Regierungspräsident des bayerischen Rheinkreises, sowohl an König Ludwig von Bayern als auch an die Gemeinde Göllheim und erbat Hilfe zur Erhaltung des Denkmals. Daraufhin wurde in den folgenden Monaten durch Josef Grimm aus Kaiserslautern die Mauer ausgebessert und das Kreuz in eine neu geschaffene Nische eingelassen, was jedoch nur eine provisorische Lösung war. 1833 verbot die Regierung des Rheinkreises eine geplante Bebauung des umliegenden Geländes. Der Historische Verein der Pfalz in Speyer erklärte sich am 9. Mai 1834 bereit, durch Herausgabe des Büchleins Die Schlacht am Hasenbühl und das Königskreuz bei Göllheim die nötigen Geldmittel zur besseren Sicherung des Königskreuzes und die Errichtung einer schützenden Feldkapelle zu beschaffen. Autor war der Speyerer Domkapitular Johann Jakob von Geissel, später Kardinal-Erzbischof von Köln, der auf ein Honorar verzichtete. Das Buch erschien 1835. Im Sommer 1836 begannen der Steinhauer Carl Ihle von Kerzenheim, der Maurermeister Valentin Ruppers und der Zimmermann Albrecht Michel, beide von Göllheim, mit dem Bau der Feldkapelle, die der Kreis-Bauingenieur August von Voit im neugotischen Stil entworfen hatte. Ende 1840 war der Bau im Wesentlichen vollendet und das Königskreuz in die innere Rückwand eingelassen. Kleinere Arbeiten wie verschließbares Tor, Gusseisenwappen und Stein-Gedenktafeln zogen sich bis 1853 hin. Die Wappenschilder am Kopf und Schaft des Kreuzes ließ Erbgroßherzog Wilhelm IV. von Luxemburg im Jahre 1898 erneuern. Daran erinnert eine Inschrifttafel in der Kapelle.

## Kreuz und Kapelle

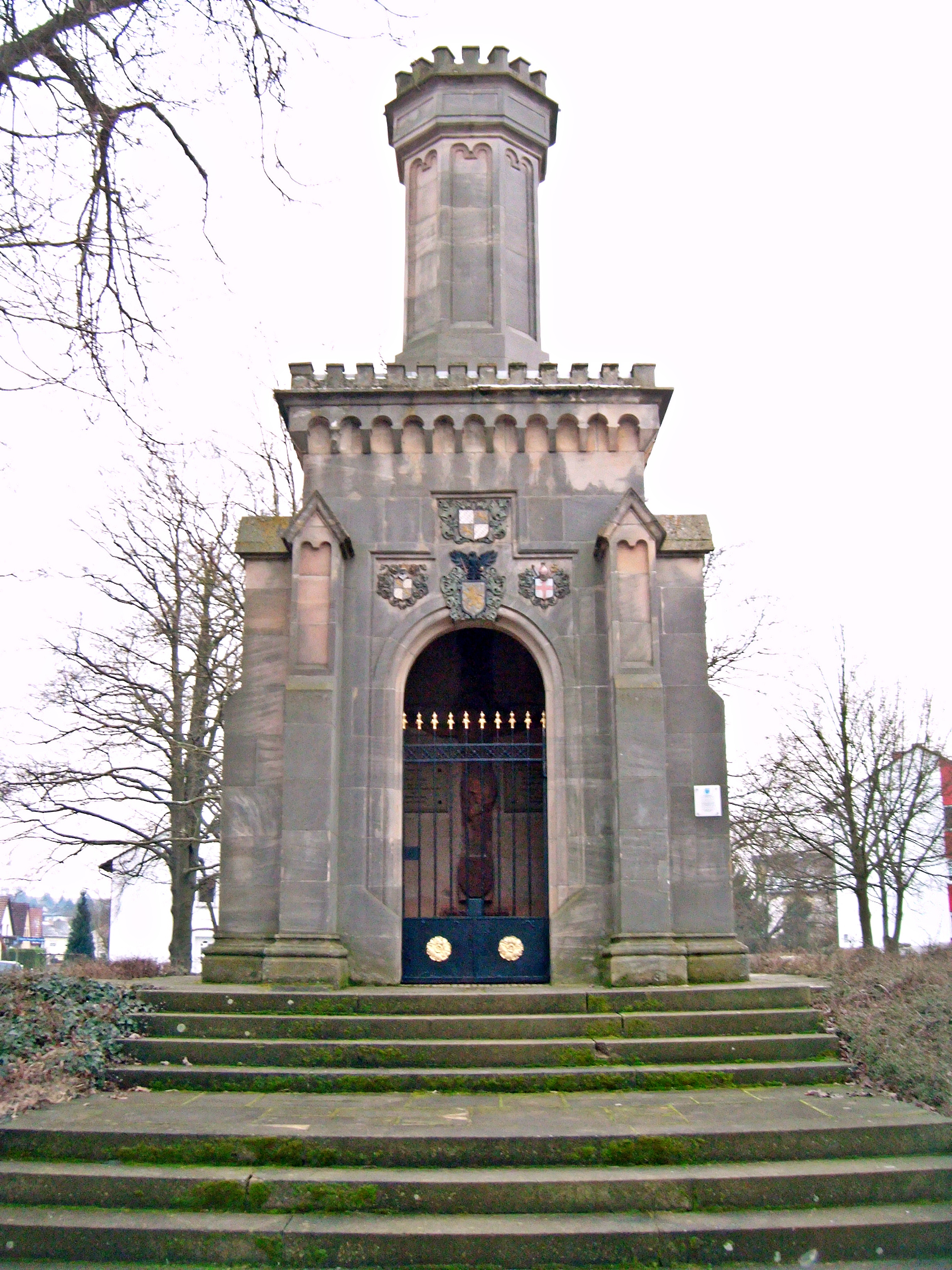
Königskreuzkapelle Göllheim

Es handelt sich um ein Buntsandsteinkreuz von 275 cm Höhe und 163 cm Breite; der Korpus ist 150 cm hoch. Dieser war einst von besonderer Qualität, auch wenn es wegen der starken Zerstörungen am Lendentuch, den Beinen und am Gesicht nur noch zu erahnen ist. Der ausgemergelte Körpers, bei dem die Rippen stark hervortreten, die in Todesqualen verkrampften Beine und das auf die Brust gesunkene Haupt entsprechen der Zeitempfindung um 1300. Am oberen und unteren Ende findet sich das Reichswappen bzw. das Nassauer Familienwappen, 1898 an originaler Stelle erneuert.
Das Kreuz ist in die innere Südwand einer quadratischen, kreuzgewölbten, neugotischen Kapelle eingelassen, die man 1836 bis 1840 nach Plänen von August von Voit errichtete. Am unteren Kreuzende steht die bereits erwähnte Renovierungs-Gedenktafel von 1611. Links des Kreuzes zeigt eine Sandsteintafel an, weshalb das Monument errichtet wurde, rechts hängt eine gleichartige Tafel von 1898, die an die Erneuerung der Kreuzwappen durch den Erbgroßherzog von Luxemburg erinnert. An der inneren Westwand befindet sich eine große Steintafel zum Gedenken an den Baubeginn der Kapelle unter König Ludwig von Bayern, die Fertigstellung unter seinem Sohn Maximilian II. und die finanzielle Unterstützung durch Herzog Adolph von Nassau. Ein vergittertes Rundbogenportal nimmt fast die gesamte Nordwand der Kapelle ein. So kann man von draußen hineinsehen, sie aber nicht betreten. An der Außenwand, über dem Portal, sitzt ein großes Gusseisenwappen König Adolphs von Nassau, mit Reichsadler, darüber und daneben die Wappen seiner Hauptverbündeten: Rudolf von der Pfalz (oben), Otto III. von Niederbayern (links) und Boemund I. von Warsberg, Kurfürst von Trier (rechts). Alle Gusswappen und das Gitter des Portals wurden um 1853 durch die Firma Gienanth in Eisenberg gefertigt. Die Kapelle besitzt außen Zier-Strebepfeiler und trägt ein zinnenbekröntes Türmchen. Um sie herum zieht sich eine Grünanlage mit Hinweistafeln auf die Schlacht und das Monument.
Das Kreuz steht auf dem Schlachtfeld von 1298, allerdings war der originale Standort leicht nordöstlich, näher zu der dicht vorbeiführenden Heerstraße (Dreisener Straße), welche sich von Oppenheim über Kaiserslautern bis nach Lothringen zog. Die Schauseite des Denkmals zeigte ursprünglich nach Westen, nicht wie heute nach Norden.
Die Göllheimer Ortsstraße, die an der Kapelle vorbei in Richtung Göllheimer Häuschen führt, heißt Königskreuzstraße. Außerdem gibt es im Dorf die Apotheke zum Königskreuz.

## Galerie

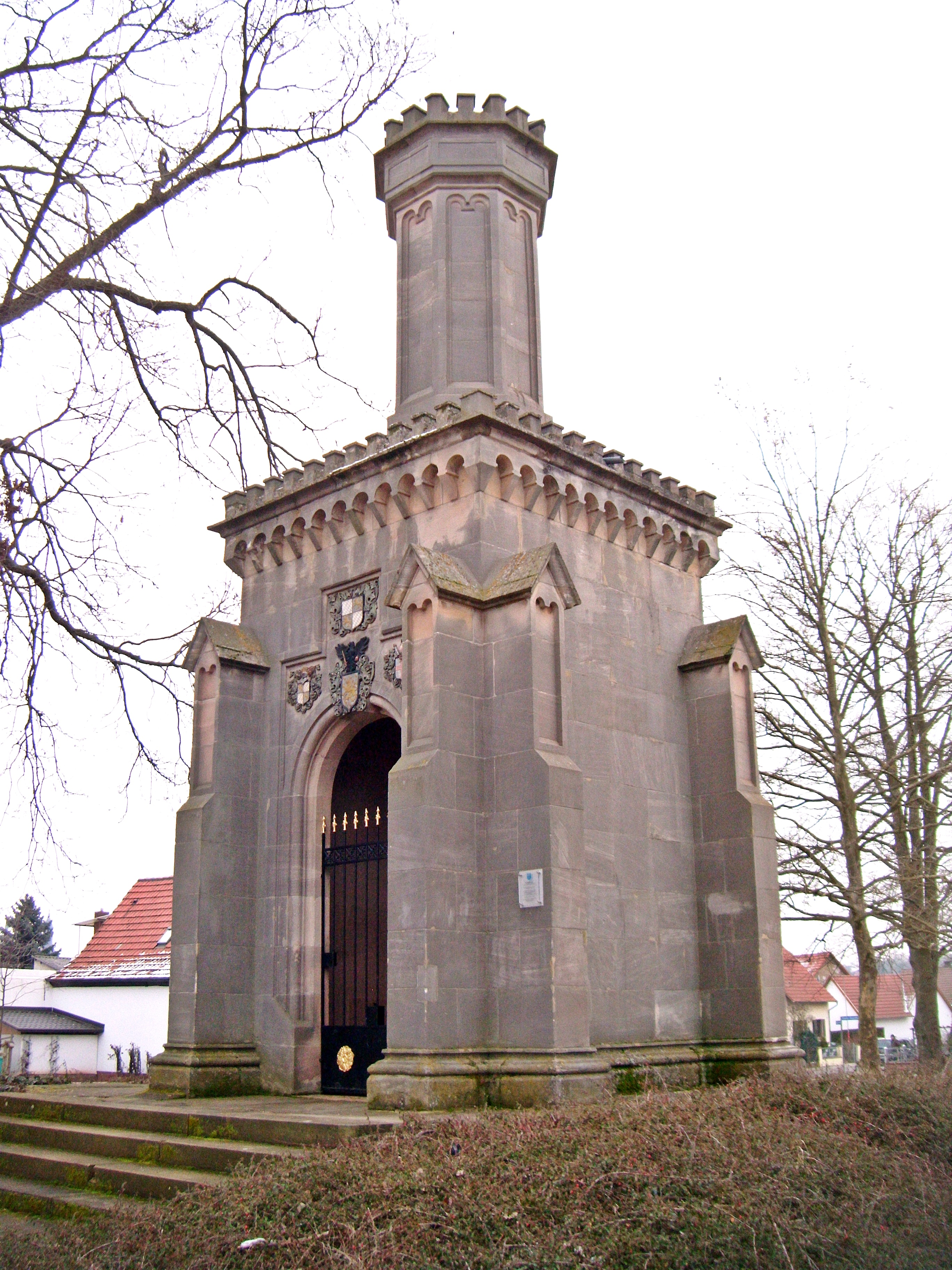
Kapelle von Nordwesten
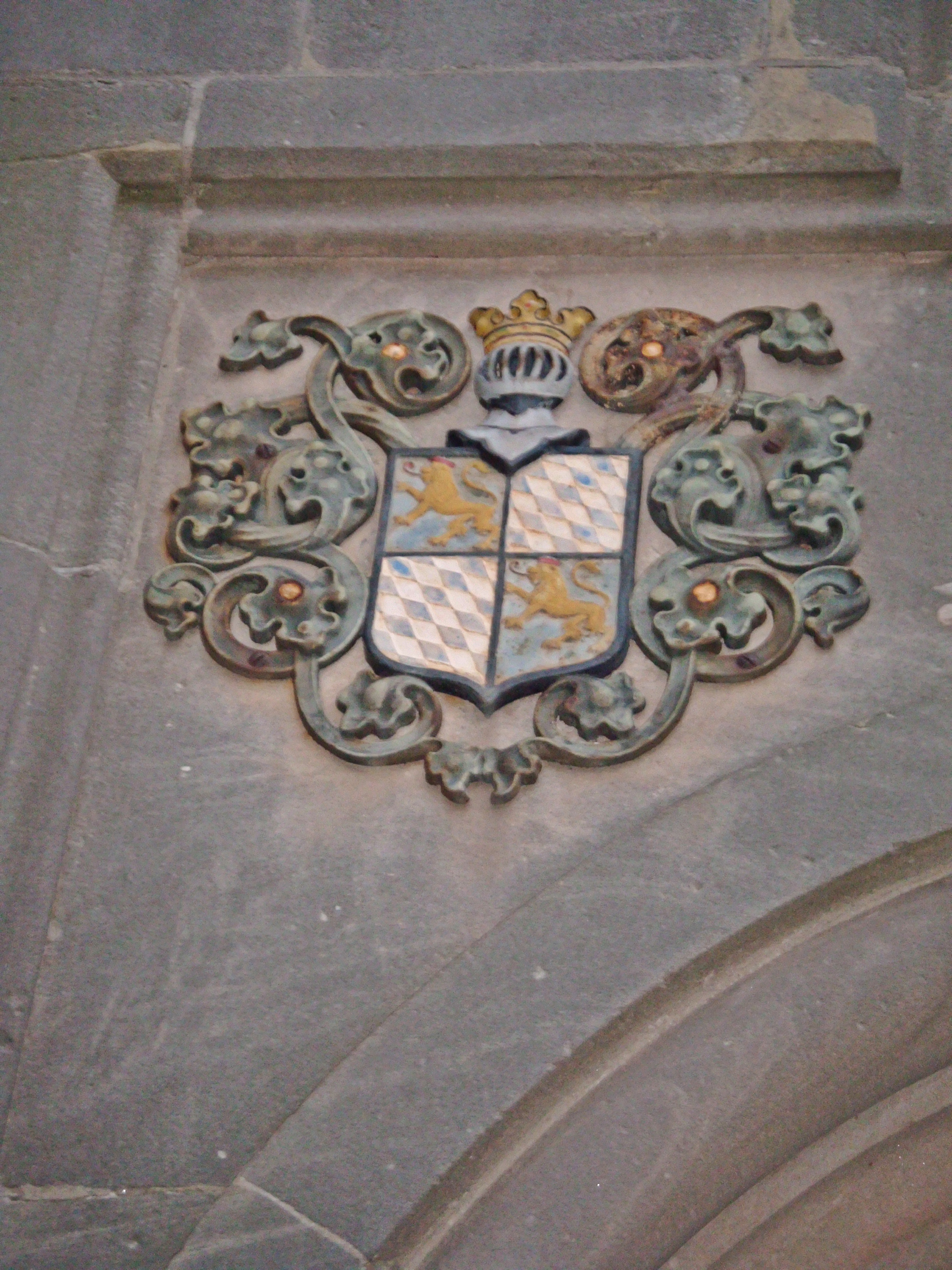
Gusseisenwappen des Herzogs von Niederbayern
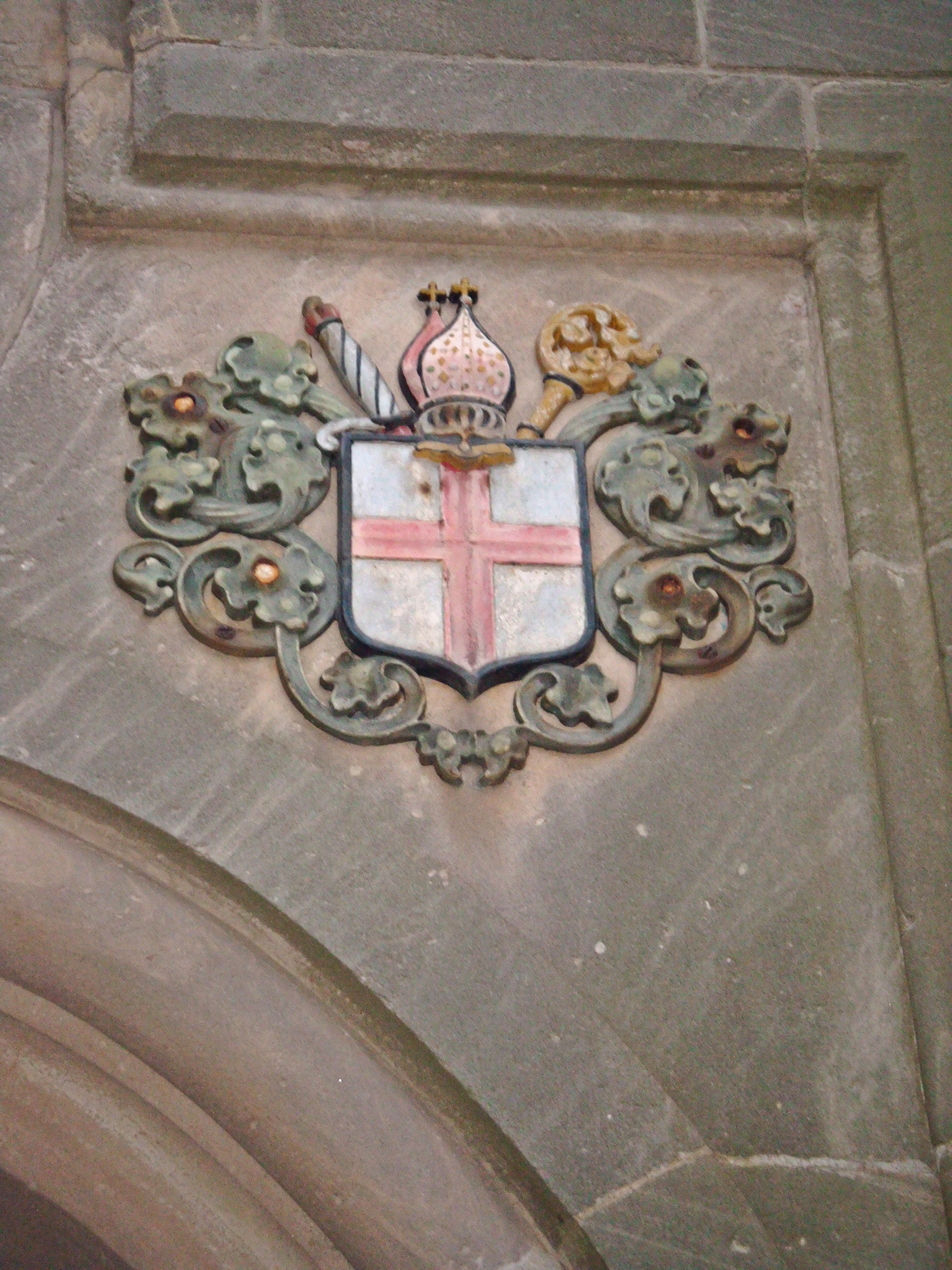
Gusseisenwappen des Kurfürsten von Trier
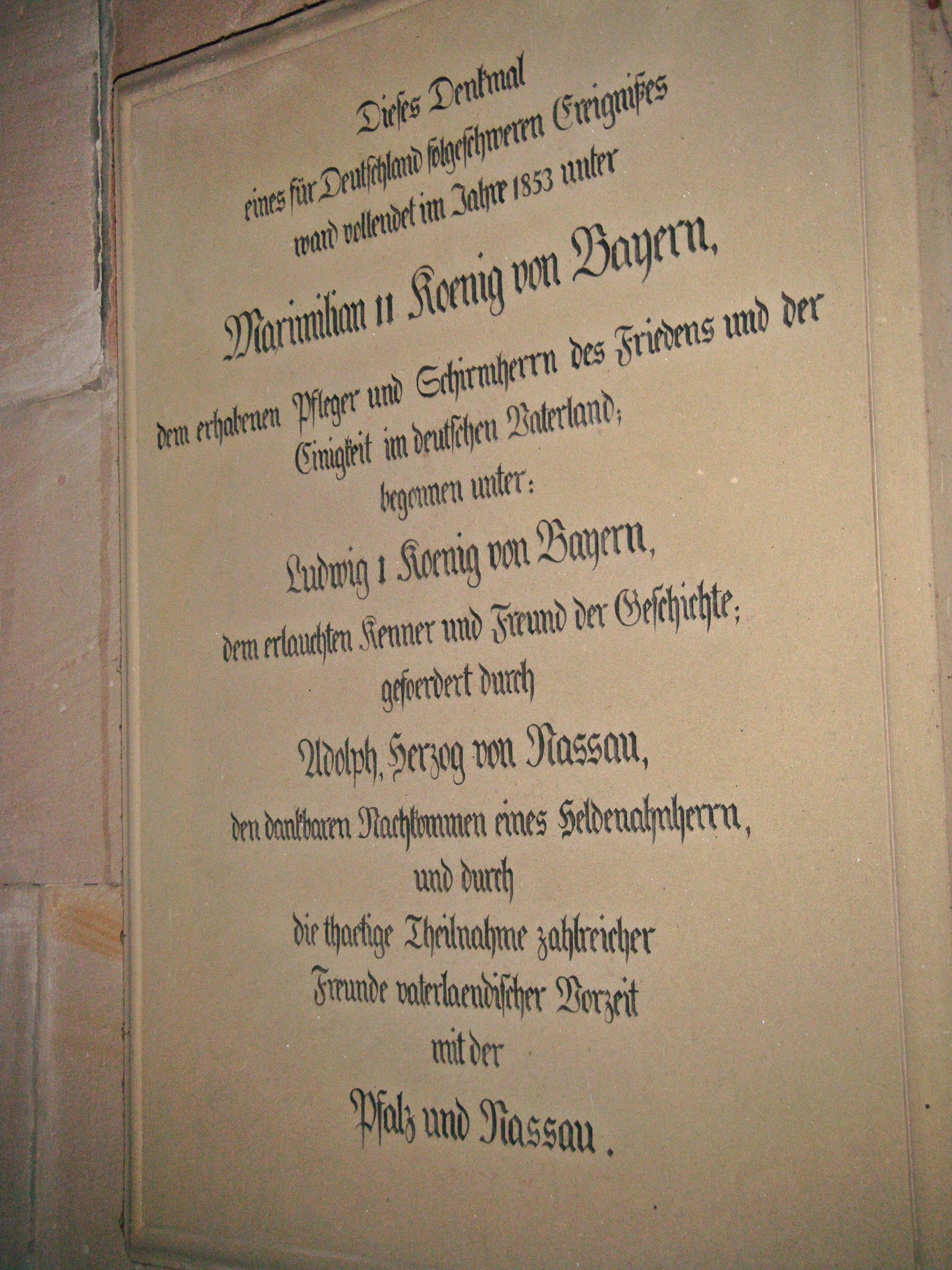
Gedenktafel an die Erbauung der Kapelle
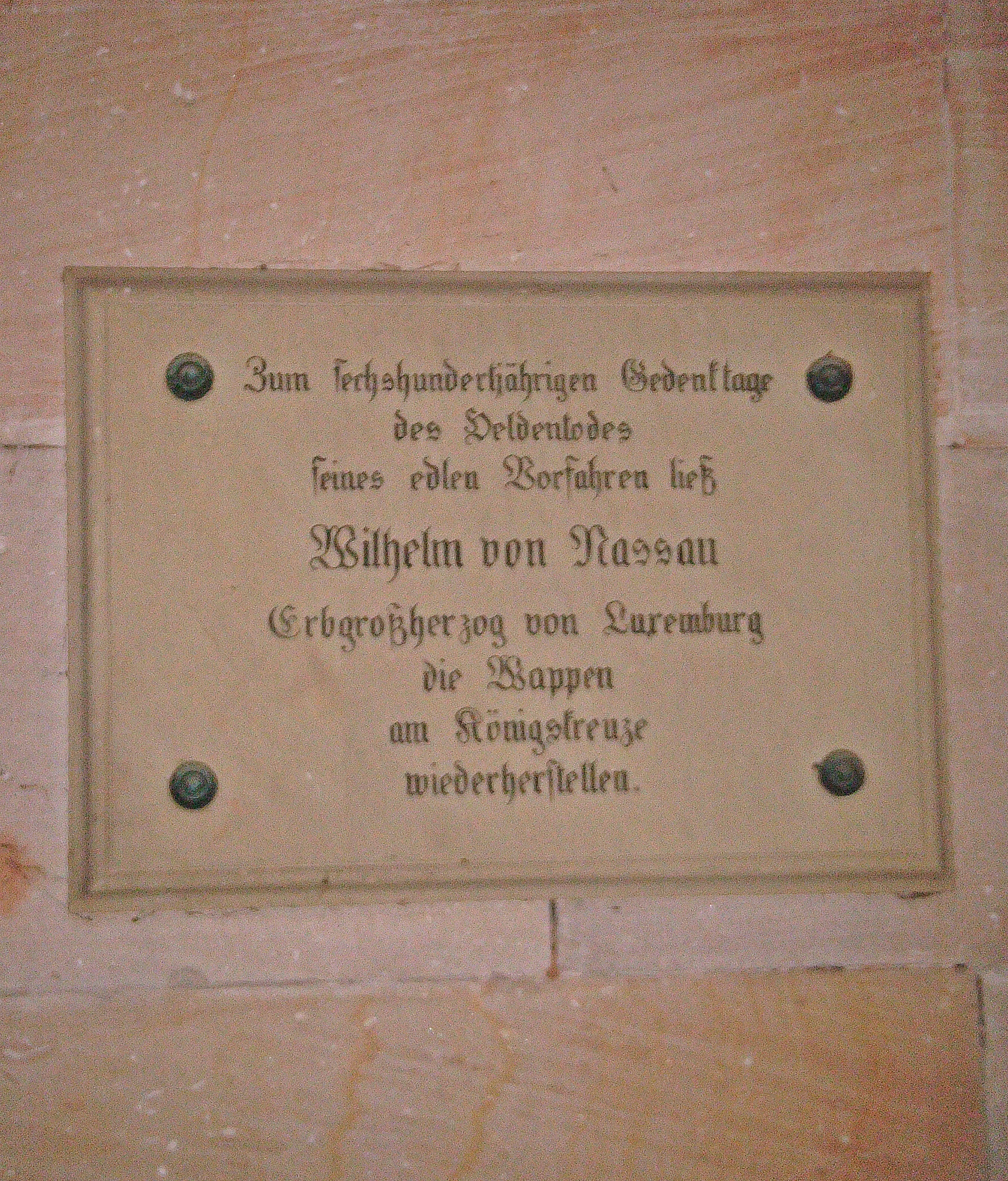
Gedenktafel an die Wappenerneuerung durch den Großherzog von Luxemburg, 1898
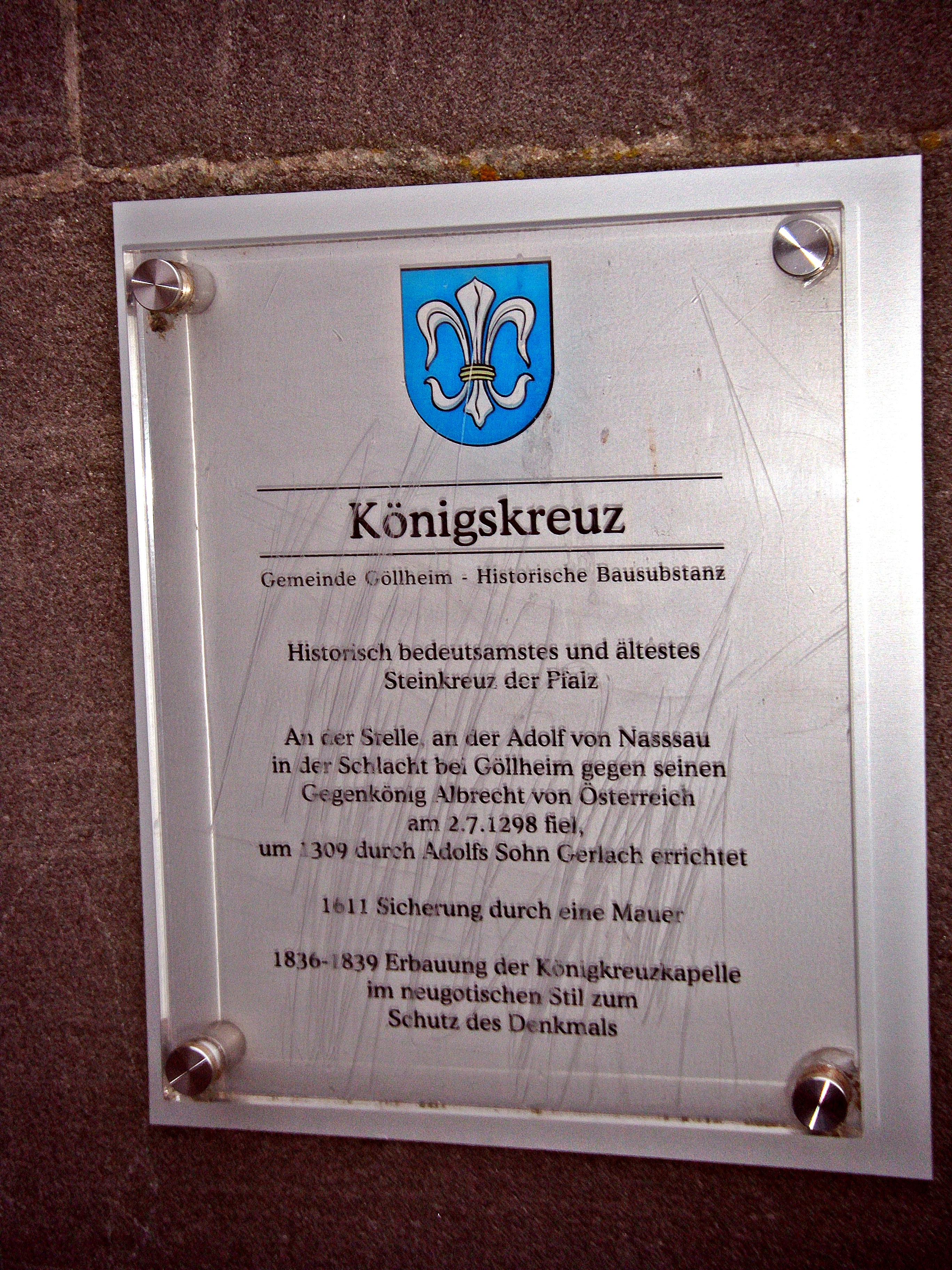
Tafel der Gemeindeverwaltung
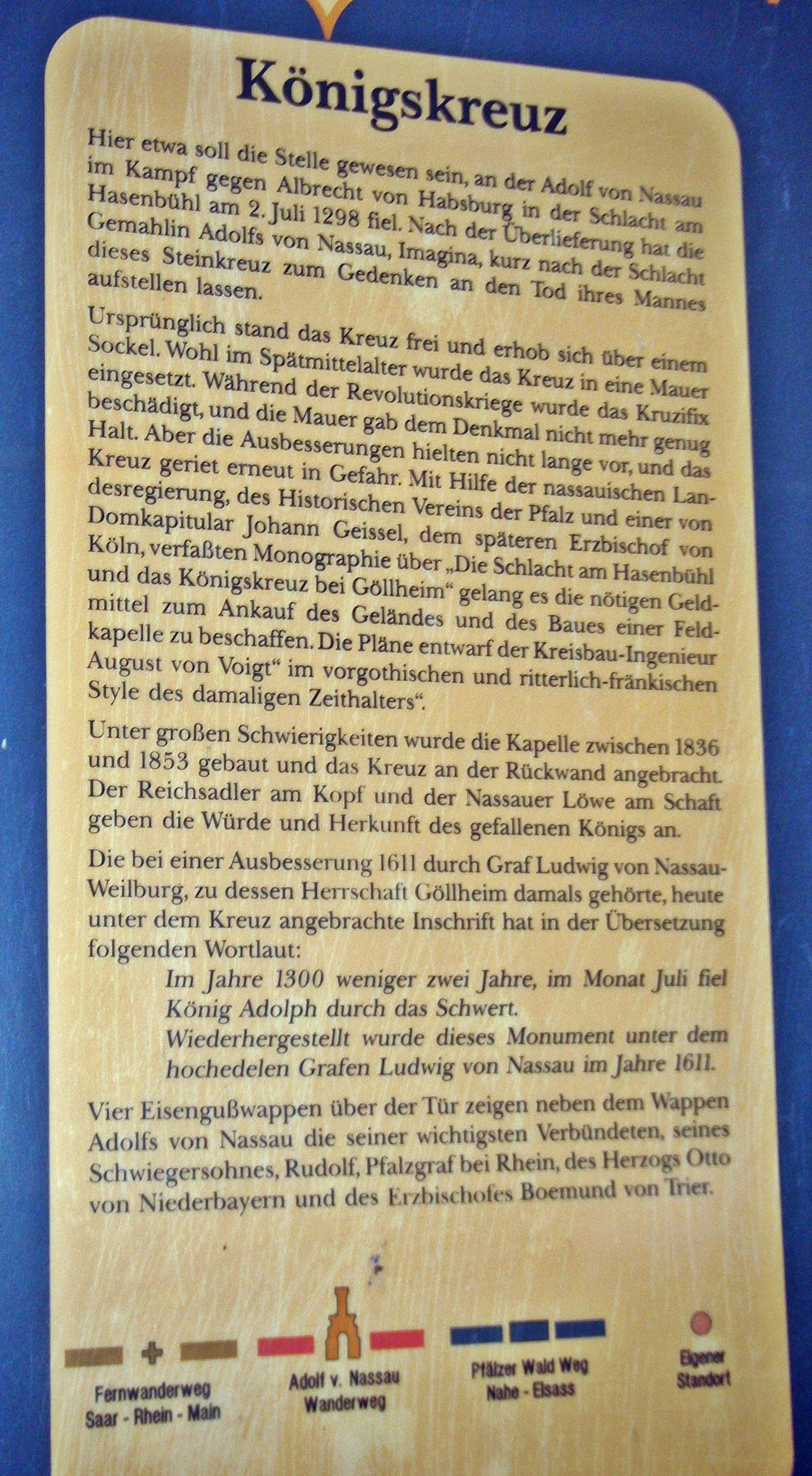
Tafel zur Geschichte des Denkmals (in der Grünanlage)
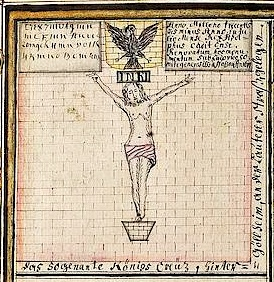
Das Königskreuz im Thesaurus Palatinus des Johann Franz Capellini von Wickenburg, 1747